# Globoplay Novelas
Globoplay Novelas (estilizado como globoplay NOVELAS) é um canal de televisão por assinatura brasileiro pertencente à Globo. Foi lançado no dia 18 de maio de 2010 com o nome Canal Viva (estilizado como VIVA a partir de 2012), com uma programação voltada ao resgate da memória televisiva da TV Globo, exibindo novelas, séries de humor, minisséries, programas de variedades e especiais.
Em 9 de junho de 2025, o canal adotou sua marca atual, focando exclusivamente na teledramaturgia e fortalecendo sua integração com o serviço de streaming Globoplay. Sua programação inclui clássicos da dramaturgia brasileira, sucessos internacionais e produções originais inéditas do Globoplay.

## História

### Antecedentes
Durante a década de 1990, a Globosat discutiu a criação de um canal exclusivo para reprises de telenovelas da TV Globo, chamado Golden Times. Embora tenha havido a possibilidade de incluir títulos da Rede Tupi e da TV Excelsior, o projeto não avançou devido a questões relacionadas a direitos autorais e ao estado de conservação dos arquivos antigos.
Em 2005, para comemorar os 40 anos da TV Globo, o canal Multishow lançou o Festival TV Globo 40 Anos, que reprisou sucessos da emissora como Sai de Baixo, Armação Ilimitada, Não Fuja da Raia e TV Pirata. Além disso, exibiu pequenos compactos de minisséries como Anos Dourados, Anos Rebeldes, As Noivas de Copacabana, Labirinto, Sex Appeal, Presença de Anita e O Quinto dos Infernos, marcando a primeira experiência de reapresentações da dramaturgia global na televisão por assinatura.

### Canal Viva (2010–2025)

Logotipo do Canal Viva entre 2010 e 2012

O canal Viva foi lançado em 18 de maio de 2010 pela empresa Canais Globo, anteriormente conhecida como Globosat. Desde sua estreia, a proposta do canal foi dedicar grande parte da programação a reprises de conteúdos originalmente exibidos pela TV Globo. O público-alvo inicial era composto por mulheres com mais de 35 anos, de todas as classes sociais. As primeiras imagens do Viva foram um top de 10 segundos após um slide contando os dias de sua estreia, acompanhado de um institucional apresentando a sua programação. O primeiro programa a ser exibido foi um episódio da série Mulher.

Logotipo do Canal Viva entre 2012 e 2014

A grade de programação de estreia incluía reprises de telenovelas, programas do acervo da Globo e reapresentações de atrações atuais da TV Globo e do canal GNT em horários alternativos. Também foram exibidos seriados internacionais dublados até maio de 2012. Na estreia, duas telenovelas foram selecionadas para representar o gênero, sendo elas Quatro por Quatro (1994–95) e Por Amor (1997–98), enquanto o horário das 23h45 foi reservado para minisséries da TV Globo, faixa que foi remanejada para as 23h15 em julho de 2011 e seria posteriormente extinta.[carece de fontes?]
Ao longo de sua trajetória, o Viva também exibiu diversos programas humorísticos da TV Globo, como A Turma do Didi, TV Pirata, Viva o Gordo, Sai de Baixo, A Grande Família, entre outros. Sai de Baixo, exibido desde maio de 2010, teve quatro episódios inéditos produzidos em 2013 em comemoração aos três anos do canal, com parte do elenco original. A Escolinha do Professor Raimundo também esteve presente desde a fundação do canal, com uma releitura lançada em 2015, co-produzida com a TV Globo, que teve novas temporadas até 2020. Em 2014, o Viva produziu seu primeiro seriado original, Meu Amigo Encosto.
A música também teve espaço relevante na programação, com a reapresentação de programas como Som Brasil, Estação Globo e Globo de Ouro. Este último recebeu duas versões atualizadas: a primeira, intitulada Palco Viva, foi exibida entre 2014 e 2016; a segunda foi ao ar em 2023, celebrando os 50 anos do programa com reapresentações de shows. O canal também veiculou quadros curtos do Fantástico, como Retrato Falado, As 50 Leis do Amor e Sexo Oposto.[carece de fontes?]
Para o público infantojuvenil, o canal exibiu produções como Sítio do Picapau Amarelo (versões de 1977 e 2001, esta última com apenas três temporadas), Sandy & Júnior, Caça Talentos, TV Colosso, Planeta Xuxa e Malhação em diferentes fases. Reality shows também foram reexibidos, incluindo a primeira temporada de No Limite e edições iniciais do Big Brother Brasil.
O Viva produziu programas próprios em formato documental e de retrospectiva, homenageando figuras e temas marcantes da televisão brasileira. Entre os títulos estão Reviva, Damas da TV, Rebobina, Grandes Atores, É Tudo Novela!, Os Casais Que Amamos, As Vilãs Que Amamos, As Crianças Que Amamos e Orgulho Além da Tela.
Em 2014, durante o Carnaval, o canal realizou sua primeira transmissão ao vivo, exibindo os desfiles do Grupo de Acesso e das Campeãs do Carnaval do Rio de Janeiro. No ano seguinte, exibiu o 26º Prêmio da Música Brasileira.

Logotipos do Canal Viva entre 2014 e 2018

Último logotipo do Canal Viva, usado entre 2018 e 2025, antes da mudança para o Globoplay Novelas

Em 18 de maio de 2014, em comemoração ao seu quarto aniversário, o canal lançou sua versão em alta definição (HD), inicialmente disponível em algumas operadoras, juntamente com uma nova identidade visual, ganhando quatro versões separadas em variados turnos. Em 2018, alterou pela terceira vez a sua identidade visual, tendo um conceito semelhante ao extinto canal britânico com o mesmo nome. O logotipo padrão inicialmente era na cor roxa, mas também havia outras versões como verde, azul e laranja. Além da mudança, o canal também lançou frames das produções transmitidas nos intervalos comerciais, com uma legenda humorada, fazendo referência aos memes da internet
Durante a exibição da telenovela Bebê a Bordo (1988–89), em 2018, o canal passou a compactar os capítulos a partir do 91º episódio, reduzindo 11 capítulos a apenas cinco. A medida, sem explicação oficial imediata, gerou críticas por parte do público e da imprensa especializada. Após a repercussão negativa e uma rejeição interna, o canal anunciou que disponibilizaria a versão integral da novela na plataforma Viva Play entre 7 de maio e 15 de julho. Na TV, a exibição foi encerrada com 131 episódios, frente aos 201 originais.[carece de fontes?]
Em 2019, o canal exibiu a versão internacional, reduzida a 150 capítulos, da novela Terra Nostra (1999–2000), em razão de questões envolvendo direitos autorais da trilha sonora. Essa foi a segunda novela a ser exibida com edição no canal.
Em 2020, o site oficial, bem como a aba do canal no Globosat Play, foi incorporado ao serviço Canais Globo. A partir dessa integração, a plataforma passou a disponibilizar os capítulos semanais das novelas em exibição, bem como versões integrais de outros programas do canal, antes mesmo de seu lançamento no Globoplay.
Em 2022, o Viva passou a exibir novelas em alta definição, começando por Caminho das Índias (2009), a primeira telenovela transmitida nesse formato. Desde 2014, produções anteriores a 2007 vinham sendo exibidas com a imagem adaptada de 4:3 para 16:9, visando se adequar aos modelos de televisão atuais. Em parceria com a TelevisaUnivision, o canal também passou a exibir novelas mexicanas, como Marimar, A Usurpadora, Maria do Bairro, Amar a Morte e Cair em Tentação.
Em 2023, o canal voltou a exibir programas de auditório com o retorno do Xou da Xuxa, em homenagem aos 60 anos de Xuxa Meneghel. Essa foi a segunda atração da apresentadora a ser reprisada pelo canal, que já havia exibido algumas edições do Planeta Xuxa entre 2014 e 2015.
Durante o Globo Upfront 2024, realizado em 20 de outubro de 2023, a Globo anunciou o lançamento de quatro canais FAST com transmissão gratuita pelo Globoplay e por aplicativos em Smart TVs, funcionando 24 horas por dia no modelo da Pluto TV. Entre os canais confirmados estavam o Viva 70 FAST e o Viva 80 FAST, dedicados exclusivamente à exibição de novelas das décadas de 1970 e 1980, respectivamente. A estreia oficial ocorreu em 27 de novembro de 2023, com o Viva 70 FAST apresentando Dancin’ Days (19h30), A Sucessora (20h10) e Locomotivas (20h50), enquanto o Viva 80 FAST exibiu Baila Comigo (18h), Amor com Amor se Paga (18h45), Fera Radical (19h30) e Sassaricando (20h15). Em 16 de dezembro de 2024, os dois canais foram fundidos sob o nome Viva FAST, mantendo as novelas das grades anteriores; no entanto, apenas o Viva 80 FAST adotou oficialmente a nova identidade, enquanto o Viva 70 FAST permaneceu no ar até 26 de dezembro, quando foi encerrado e seu conteúdo transferido para o canal unificado. Devido à baixa repercussão, o Globoplay descontinuou o canal Viva FAST em 18 de abril de 2025, encerrando sua atividade com menos de dois anos de existência.
Em 2024, foi anunciada a terceira reprise de A Viagem (1994), em celebração aos 30 anos da novela, tornando-se o título mais vezes exibido pelo canal. Também foi ao ar Corpo a Corpo (1984), uma das novelas mais solicitadas pelo público, exibida em sua versão internacional, com capítulos mais curtos, embora em número equivalente ao original.

### Globoplay Novelas (2025–presente)

Logotipo do Globoplay Novelas, usado com a fonte diferente antes da estreia

Em 7 de maio de 2025, para comemorar os 15 anos do canal Viva, a Globo anunciou um pacote de mudanças, incluindo o rebranding do canal, que passaria a se chamar Globoplay Novelas. A decisão foi motivada pelo aumento do interesse por telenovelas, especialmente na plataforma Globoplay, conteúdo que também representa as maiores audiências do Viva.
Com a reformulação, o canal deixaria de exibir séries humorísticas e reprises de programas variados, passando a contar com uma grade de programação inteiramente dedicada às telenovelas. Produções como A Grande Família, Toma Lá, Dá Cá e Tapas & Beijos, que alcançavam altos índices de audiência no Viva — muitas vezes superando até transmissões esportivas na TV por assinatura —, foram transferidas para o Multishow. Já outras atrações, incluindo telenovelas já transmitidas, foram disponibilizadas gratuitamente, por tempo limitado, no Globoplay, enquanto que Malhação 2014 teve seu final antecipado no canal.

Logotipo do Globoplay Novelas, com a logo em gradiente e a fonte oficial, usado de 9 até 22 de junho de 2025

Foram anunciadas quatro novas faixas de exibição com títulos como Além do Tempo (2015–16), Amor Invencível, Hercai: Amor e Vingança e Guerreiros do Sol (2025). Além disso, uma faixa interativa com estreia prevista para julho permitiu ao público escolher entre Por Amor (1997–98) e Laços de Família (2000–01), em uma enquete intitulada “Batalhas Temáticas”, definindo assim a substituta de Roque Santeiro (1985–86). Essas novidades se somam a telenovelas já em exibição no canal, como Roque Santeiro, Quatro por Quatro (1994–95), Plumas & Paetês (1980–1981), Caras e Bocas (2009–10) e Celebridade (2003–04). A mudança ocorreu em 9 de junho de 2025. O canal Viva permaneceu no ar até às 19h59, encerrando suas atividades com a exibição do humorístico Toma Lá, Dá Cá. Por volta das 20h, teve início a transição para o novo canal Globoplay Novelas, que estreou com a transmissão do primeiro capítulo da novela Além do Tempo.
Em 18 de agosto de 2025, o canal estreou Fina Estampa, que se tornou a primeira novela das nove a ser exibida desde a fundação como canal Viva em 2010.

## Programação
A programação inicial do canal, no período em que ainda se chamava Viva, tinha como foco atrair um público feminino das classes A, B e C, com mais de 25 anos, identificado por pesquisas da Globosat como fiel à televisão aberta e interessado em temas como família e bem-estar. A grade original era composta majoritariamente por atrações da própria Globo, como novelas, séries, minisséries, programas de auditório e especiais, além de alguns programas já exibidos pelo GNT.
Com o tempo, o canal passou a concentrar sua programação em produções dramatúrgicas, como telenovelas, minisséries e séries de humor. A partir de 2017, os programas de variedades passaram a ser exibidos em versões mais antigas em vez de edições recentes. Em 2019, o canal deixou de reapresentar programas atuais da Globo, eliminando gradativamente filmes (retirados em 2020) e priorizando conteúdos ligados à teledramaturgia.
O conteúdo estrangeiro esteve presente em momentos distintos da história do canal. Em 2012, foi lançado o bloco Clássicos em Série, dedicado a produções internacionais que fizeram sucesso na TV Globo, como Dallas e Twin Peaks. Esse bloco foi posteriormente descontinuado. A retomada da exibição de produções estrangeiras ocorreu em 2022, com a exibição da novela mexicana Marimar.
A programação de novelas organizada em faixas horárias fixas, com exibições ao longo do dia e reprises em horários alternativos, já era uma marca do canal Viva e foi preservada com a transição para o Globoplay Novelas. A partir de 2020, com o sucesso das reprises de Chocolate com Pimenta e O Clone, o canal passou a adotar também maratonas semanais aos domingos. Destacam-se faixas dedicadas a novelas previamente exibidas pela TV Globo, produções estrangeiras e produções originais da plataforma Globoplay. Algumas exibições são selecionadas em função de efemérides, como aniversários de autores ou datas comemorativas relacionadas às produções.

## Controvérsias

### Uso de imagens
Os profissionais ligados à área da teledramaturgia, tanto os ainda vinculados à TV Globo quanto os que hoje estão fora da emissora, têm reclamado de não receber pelos usos de suas imagens nas reapresentações exibidas pelo Canal Viva. Segundo esses profissionais, a emissora deveria pagar os direitos ao elenco das produções, assunto que teria sido debatido em reuniões de um grupo liderado por Antônio Fagundes, que busca melhores condições de trabalho.
De acordo com três atores ouvidos pelo Blog Mundo da TV, mantido por Fernando Oliveira no portal R7, o Viva apenas licencia o conteúdo da Globo, sendo esta, portanto, a responsável pelo pagamento aos profissionais. A situação gera um impasse jurídico, pois muitos dos atores ainda estão contratados pela Globo e já recebem remuneração. Ainda assim, há questionamentos sobre o pagamento específico pelas reprises. Consultados pela coluna de Flávio Ricco, tanto a Globo quanto o Viva responderam: a Globo afirmou que os pagamentos pelas reprises são feitos normalmente, enquanto o Viva esclareceu que não tem obrigação de pagar direitos a autores, atores ou demais envolvidos, pois apenas licencia os conteúdos. Segundo o canal: “O contrato do Viva é de licenciamento do conteúdo da TV Globo e de outros fornecedores internacionais ou de produtoras independentes. Pagamos pelo conteúdo. Os fornecedores, como a TV Globo, BBC, CBSG etc., são responsáveis pelo pagamento dos direitos a seus contratados”.

### Reprises deDa Cor do PecadoeMalhação 1998

Nas primeiras chamadas da reprise de Da Cor do Pecado no canal Viva, o nome da novela foi ocultado nos vídeos promocionais — tanto no YouTube quanto nas redes sociais e na TV — sendo substituído por expressões genéricas como "capítulo inédito" e "nova novela".

Durante a reprise da novela Da Cor do Pecado (2004), em 2021, o canal passou a exibir uma “cartela de contexto da época” ao final de cada capítulo, informando que “esta obra reproduz comportamentos e costumes da época em que foi realizada”. A medida foi adotada por conta do título da novela, considerado uma expressão racista. A cartela passou a ser exibida também em outros programas na sequência da grade, sem maiores justificativas públicas por parte do canal. A mesma prática também foi adotada em lançamentos posteriores no Globoplay. Na ocasião, o canal também foi acusado de censura por evitar o uso do título da novela nas chamadas promocionais, exibindo apenas a palavra Estreia durante o primeiro capítulo, substituindo a hashtag #DaCorDoPecadoNoVIVA, que só passou a ser usada nas reapresentações e nas redes sociais.

Frame de uma das cenas de Malhação 1998 em que há utilização de blackface, com Rodrigo Faro caracterizado como rastafari e o rosto pintado, ao lado de Hugo Gross. A sequência foi cortada da reprise no canal Viva por conter conteúdo considerado racialmente ofensivo.

Caso semelhante ocorreu com a reprise de Malhação 1998. Durante a divulgação dos resumos dos capítulos da semana de 1.º a 5 de maio de 2023 (capítulos 84 a 88 da exibição original), o Viva informou que esses episódios seriam editados, mas não explicou o motivo. A cartela foi atualizada e passou a dizer que "eventualmente, algum trecho pode ser excluído desde que não gere prejuízo para a compreensão da narrativa”.
Após críticas do público, Erick Bretas, diretor de produtos digitais e canais pagos da Globo, esclareceu que os cortes foram motivados por uma sequência em que um grupo de garotos brancos se pintava de preto para se apresentar em um concurso de bandas, praticando blackface. Ele afirmou que, embora respeite opiniões contrárias, prevaleceu o entendimento de respeitar a sensibilidade da audiência de 2023, ressaltando que a história principal da novela não foi prejudicada. A explicação foi elogiada por alguns atores da trama, como Bruno Gradim e Alexandre Barillari, mas também recebeu críticas de parte do público, que esperava a exibição integral. Muitos também compararam o caso à reprise de Bebê a Bordo (2018), que teve cenas cortadas por rejeição interna.
O jornalista André Santana, do site TV História, considerou a medida do Viva justificável, mas lembrou que o canal já exibiu outras cenas problemáticas na íntegra, inclusive com contextos racistas. Ele citou a própria exibição de Da Cor do Pecado em 2021 e afirmou que o canal "perdeu uma boa oportunidade de educar seu público" ao não contextualizar diretamente os motivos dos cortes em Malhação 1998. A repercussão levou o canal a criar uma nova cartela de contexto, baseada no texto publicado inicialmente nas redes sociais. Ela passou a ser exibida antes de cada capítulo editado, tanto na TV quanto no Globoplay.
Em reportagem publicada pelo portal NaTelinha em 1.º de junho de 2023, foi informado que o Viva teria criado um grupo especializado para revisar cuidadosamente as novelas e editar cenas consideradas problemáticas para os padrões atuais. No entanto, Erick Bretas negou a existência de tal grupo, afirmando que as novelas são exibidas na íntegra pelo canal.